# Sportsklubben Brann 2006
Questa voce raccoglie le informazioni riguardanti lo Sportsklubben Brann nelle competizioni ufficiali della stagione 2006.

## Rosa
| N. |                      | Ruolo | Calciatore         |
| -- | -------------------- | ----- | ------------------ |
| 1  | Norvegia (bandiera)  | P     | Johan Thorbjørnsen |
| 2  | Slovenia (bandiera)  | C     | Janez Zavrl        |
| 3  | Norvegia (bandiera)  | D     | Bjørn Dahl         |
| 4  | Norvegia (bandiera)  | D     | Cato Guntveit      |
| 5  | Norvegia (bandiera)  | C     | Martin Knudsen     |
| 6  | Norvegia (bandiera)  | C     | Helge Haugen       |
| 7  | Australia (bandiera) | A     | Robbie Winters     |
| 8  | Norvegia (bandiera)  | C     | Martin Andresen    |
| 9  | Norvegia (bandiera)  | A     | Thorstein Helstad  |
| 10 | Norvegia (bandiera)  | A     | Bengt Sæternes     |
| 11 | Norvegia (bandiera)  | C     | Petter Vaagan Moen |
| 12 | Norvegia (bandiera)  | P     | Håkon Opdal        |
| 13 | Norvegia (bandiera)  | A     | Erik Huseklepp     |
| 14 | Honduras (bandiera)  | C     | Maynor Suazo       |

| N. |                     | Ruolo | Calciatore              |
| -- | ------------------- | ----- | ----------------------- |
| 14 | Norvegia (bandiera) | C     | Ardian Gashi            |
| 15 | Norvegia (bandiera) | D     | Erlend Hanstveit        |
| 16 | Scozia (bandiera)   | C     | Charlie Miller          |
| 17 | Norvegia (bandiera) | D     | Christian Kalvenes      |
| 17 | Norvegia (bandiera) | C     | Eirik Bakke             |
| 18 | Islanda (bandiera)  | D     | Ólafur Örn Bjarnason    |
| 19 | Norvegia (bandiera) | C     | Nicolai Misje           |
| 20 | Norvegia (bandiera) | A     | Trond Fredrik Ludvigsen |
| 21 | Islanda (bandiera)  | D     | Kristján Örn Sigurðsson |
| 22 | Norvegia (bandiera) | C     | Kristian Ystaas         |
| 24 | Norvegia (bandiera) | P     | Steffen Haraldsen       |
| 25 | Albania (bandiera)  | A     | Migen Memelli           |
| 28 | Islanda (bandiera)  | A     | Ármann Björnsson        |
| 30 | Camerun (bandiera)  | C     | Arnaud Monkam           |

## Risultati

### Campionato

#### Girone di andata
| Arbitro: | Øvrebø (Oslo) |

|             |           |            |
| Bjørkøy 22’ | Marcatori | 31’ Miller |

| Arbitro: | Berntsen (Vang) |

|             |           |            |
| Winters 55’ | Marcatori | 59’ Occean |

| Arbitro: | Sandmoen |

|  |           |             |
|  | Marcatori | 60’ Winters |

| Arbitro: | Olsen (Kristiansand) |

|                                     |           |            |
| Haugen 16’ Sæternes 76’ Winters 84’ | Marcatori | 82’ Jepsen |

| Arbitro: | Staberg |

|  |           |                     |
|  | Marcatori | 31’ Miller 90’ Moen |

| Arbitro: | Alseth (Stjørdal) |

|                            |           |                             |
| Memelli 80’ Sigurðsson 88’ | Marcatori | 29’ Gunnarsson 36’ Nannskog |

| Arbitro: | Øvrebø (Oslo) |

|  |           |                          |
|  | Marcatori | 3’ Sigurðsson 73’ Miller |

| Arbitro: | Sandmoen |

|                        |           |         |
| Moen 32’ Bjarnason 52’ | Marcatori | 4’ Årst |

| Arbitro: | Edvartsen (Hamar) |

|           |           |                                    |
| Joyce 17’ | Marcatori | 8’ Winters 14’ Miller 50’ Sæternes |

| Arbitro: | Berntsen (Vang) |

|                           |           |  |
| Sæternes 43’ Sæternes 56’ | Marcatori |  |

| Trondheim 5 giugno 2006, ore 20:00 CEST 11ª giornata | Rosenborg     | 0 – 0 referto | Brann | Lerkendal Stadion (19.215 spett.)\| Arbitro: \| Øvrebø (Oslo) \| |
| Arbitro:                                             | Øvrebø (Oslo) |               |       |                                                                  |

| Arbitro: | Staberg |

|                                              |           |  |
| Abiodun 2’ Ringberg 34’ Øren 57’ Kienast 85’ | Marcatori |  |

| Arbitro: | Olsen (Kristiansand) |

|                             |           |  |
| Sigurðsson 16’ Sæternes 23’ | Marcatori |  |

#### Girone di ritorno
| Arbitro: | Øvrebø (Oslo) |

|                       |           |  |
| Mifsud 83’ Mifsud 84’ | Marcatori |  |

| Arbitro: | Alseth (Stjørdal) |

|                                               |           |                |
| Andresen 29’ Sæternes 33’ Szekeres 90’ (aut.) | Marcatori | 5’ Elyounoussi |

| Arbitro: | Sandmoen |

|  |           |                  |
|  | Marcatori | 18’ (aut.) Zavrl |

| Arbitro: | Skjerven (Kaupanger) |

|                        |           |                   |
| Sørensen 26’ Berre 51’ | Marcatori | 76’ (aut.) Wæhler |

| Arbitro: | Moen (Haugesund) |

|                          |           |            |
| Winters 56’ Sæternes 82’ | Marcatori | 35’ Hestad |

| Arbitro: | Olsen (Kristiansand) |

|              |           |                        |
| Nannskog 81’ | Marcatori | 38’ Winters 87’ Miller |

| Arbitro: | Helgerud (Lier) |

|                                                                        |           |                                          |
| Sæternes 38’ Miller 46’ Sæternes 56’ Bjarnason 88’ Andresen 90’ (rig.) | Marcatori | 68’ (rig.) Knarvik 77’ Mjelde 83’ Madsen |

| Arbitro: | Olsen (Kristiansand) |

|                           |           |          |
| Rushfeldt 11’ Bernier 79’ | Marcatori | 47’ Moen |

| Arbitro: | Øvrebø (Oslo) |

|             |           |  |
| Winters 65’ | Marcatori |  |

| Arbitro: | Edvartsen (Hamar) |

|                         |           |  |
| Hoff 41’ Sokolowski 73’ | Marcatori |  |

| Arbitro: | Skjerven (Kaupanger) |

|                     |           |                                     |
| Andresen 49’ (rig.) | Marcatori | 36’ Storflor 67’ Iversen 86’ Sapara |

| Arbitro: | Sandmoen |

|                         |           |             |
| Helstad 45’ Helstad 58’ | Marcatori | 43’ Abiodun |

| Arbitro: | Øvrebø (Oslo) |

|                                                           |           |  |
| Ijeh 31’ Ijeh 45’ Sigurðsson 48’ (aut.) Ijeh 55’ Ijeh 82’ | Marcatori |  |

### Coppa di Norvegia
| Arbitro: | Andersen |

|  |           |               |
|  | Marcatori | 76’ Huseklepp |

| Arbitro: | Hakestad |

|  |           |                                                       |
|  | Marcatori | 26’ Memelli 29’ Memelli 58’ (rig.) Winters 88’ Ystaas |

| Arbitro: | Nordby |

|                                              |           |             |
| Bjarnason 5’ (rig.) Sæternes 53’ Memelli 88’ | Marcatori | 63’ Bjøraas |

| Arbitro: | Moen (Haugesund) |

|                                  |           |                |
| Hæstad 5’ Nielsen 45’ Bärlin 70’ | Marcatori | 68’ Sigurðsson |

### Coppa UEFA
| Arbitro: | Hermansen |

|  |           |             |
|  | Marcatori | 69’ Memelli |

| Arbitro: | Laperrière |

|                      |           |  |
| Bjarnason 85’ (rig.) | Marcatori |  |

| Arbitro: | Havrilla |

|                                    |           |                                           |
| Memelli 4’ Memelli 26’ Memelli 59’ | Marcatori | 27’ Haglund 48’ Bergström 83’ P. Karlsson |

| Arbitro: | Mikołajewski |

|             |           |          |
| Haglund 35’ | Marcatori | 85’ Dahl |